# Анатолій Ставицький
Августин Ставицький (чернече ім'я Анатолій; близько 1748 — 28 лютого 1828, Новоєрусалимський монастир) — український церковний діяч; ректор Костромської духовної семінарії, Новгородської духовної семінарії; архімандрит Юр'єва Новгородського монастиря. Вихованець та викладач Київської духовної академії.

## Біографія
Августин Ставицький народився близько 1748 на території Чернігівської єпархії.
Навчався в чернігівських училищах, потім у Києво-Могилянській академії, потім у Польщі — в Уманському василіянському училищі, в Словаччині — в Пресбургу.
Після повернення до України 1782 постригся в чернецтво з ім'ям Анатолій, висвячений у сан ієромонаха і призначений учителем і префектом в Київську академію.
У 1786 році викликався в Смоленську семінарію, але через рік повернувся в академію.
З 1789 року — професор богослов'я Київської духовної академії.
У 1793 році був у Польщі при військах на посаді головного полкового священика, але після повернення звідти продовжував службу в академії.
У 1795 році зроблено начальником києво-печерської лаврської друкарні, в 1798 році зарахований до соборних ієромонахів Лаври і 1800 призначений присутнім в київській дикастерії.

### Еміграція до Московії
1801 зведений у сан архімандрита Паїсина Галицького монастиря Костромської єпархії, і призначений ректором Костромської духовної семінарії, присутнім в консисторії, благочинним найближчих монастирів і цензором проповідей.
Всі ці обов'язки покладені були на нього і в Ярославській єпархії, куди він переведений 1802 і де жив до 1820 спочатку настоятелем Борисоглібського на Усті монастиря, а з 1 листопада 1808 — Ростовського Богоявленського.
Тільки при переході 6 лютого 1820 в Новгородську єпархію, коли Анатолій був призначений настоятелем Юр'єва монастиря і ректором Новгородської духовної семінарії, він, через похилий вік, залишив духовно-училищну службу і 21 серпня 1822 пішов на спочинок до Хутинського монастиря.
17 грудня 1824 переселився у Воскресенський (Новий Єрусалим) монастир, де 28 лютого 1828 помер.